# Scriptes
A scriptes (scripter, naplóvezető) a filmes stáb azon tagja, aki a kontinuitásért felel jelenetek között és jeleneten belül is. Emellett úgymond a „vágó füle és szeme a forgatáson”, ahogy azt a híres magyar naplóvezető, Tabányi Carmen meséli, aki az Egyesült Államokban tanulta a szakmát. Mivel a vágó nincs jelen a forgatáson, így a naplóvezető jegyzeteli le az aznapi felvételek adatait, amelyek alapján a vágó be tudja azonosítani a hasznos anyagokat. Emellett ugyanennyire fontos, hogy a scriptes ügyel rá, hogy a vágó olyan nyersanyagból dolgozhasson, amely lehetővé teszi, hogy „bakik” nélkül vághassa össze a filmet. Ehhez a rendezővel is meg kell találni a közös hangot, hogyha a scriptesnek felmerül egy kérdése, vagy észrevesz egy kapcsolódási hibát a színész munkájában, akkor könnyen tudjon egyeztetni vele.
Scriptest alkalmaznak filmek és sorozatok forgatásakor, emellett videóklipek vagy reklámok esetén is szükség lehet rá.
A scriptes elnevezés abból ered, hogy a forgatókönyvet scriptnek nevezik angolul, és ebben a pozícióban kívülről-belülről ismerni kell a forgatókönyvbeli történéseket, hogy bárki kérdésére (legyen az színész, rendező, öltöztető) tudjon válaszolni a scriptes, ezért a forgatókönyv mindig a közelében van. A magyar naplóvezető elnevezésnek is van alapja, hiszen egész nap lapokra kell jegyzetelni (manapság már digitálisan is lehet ezt a munkát végezni), és a munkanap legfontosabb időpontjait is fel kell jegyeznie: munkakezdés, ebédidő, munkavégzés ideje.
A scriptes munkájára azért van nagy szükség, mert a forgatásokon anyagi és időbeli okokból a jeleneteket nem kronológiai sorrendben veszik fel. Ez különös lehet a kívülállók számára, de a gyakorlatban így lehet a legtöbb munkát elvégezni a forgatásra tervezett 12 óra alatt. Hasznos időnek számít egy forgatás alatt az, amennyi percnyi jelenetet sikerül felvenni aznap.
Az egy napra tervezett jeleneteket alapvetően a helyszín alapján osztják be, azaz egyszerre felveszik az összes jelenetet, ami pl. egy nappaliban játszódik, aztán forgatják le majd tömbösítve a kávéházi jeleneteket, és így tovább. Ennek egyik oka, hogy a világosítást elvégezni egy adott helyiségre, adott jelenetre sok időt vesz igénybe, és ha ezekkel az eszközökkel még költözködni is kell, akkor kevesebb felvétel készítésére marad idő. A megszokott tömbösített módszerrel viszont a színésznek, rendezőnek, asszisztensnek, berendezőnek figyelnie kell arra, hogy a történet adott nappaliban játszódó jeleneteiben a szereplő éppen hogy érzi magát, honnan érkezett, hová megy, milyen ruha van rajta, és aztán a következő jelenetnél ugyanezek a kérdések újra felmerülnek, ami egy teljesen más napon játszódik a történetben, de ugyanott. Az asszisztencia igyekszik úgy tervezni a jelenetek sorrendjét, hogy a legkevesebbszer kelljen nagy változásokat végrehajtani a helyszínen, de mindig lehet olyan eset, amikor sok változás van 2 jelenet között, és ilyenkor a scriptes az a személy, aki egy biztos pont a stáb számára.

## A scriptes feladatai

### Forgatás előtt

#### A forgatókönyv ismerete
A scriptes a forgatás előtt többször is átolvassa a forgatókönyvet, hogy a szereplőkről, történésekről mindent tudjon, és emellett fel kell figyelnie az olyan kapcsolódási pontokra, amelyek a forgatás közben fontosak lehetnek. Klasszikus példák lehetnek erre:
- le van írva egy tárgy, amit magával visz a szereplő az egyik jelenetben, de a következő jelenetekben nincs odaírva. A scriptes feljegyzi, hogy ez a tárgy legyen a szereplőnél.
- esős időben sétál a szereplő odakinn, a lakásba érkezéskor látni kell, hogy vizes a ruhája, ernyője
- a szereplő felakaszt egy képet a lakásában, fel kell jegyezni, hogy melyik jelenettől kezdve kell kinn lennie a képnek a falon.
- a szereplő sérülést szerez az arcán, egyeztetni kell a sminkkel, rendezővel stb., hogy ez milyen hosszantartó sérülés, milyen fázisai vannak a későbbi jelenetekben.

Ezek mind olyan dolgok, amikre más részlegek is figyelnek, de a scriptes az, aki figyel rá, hogy biztosan meg is valósuljanak a felvételkor. A tárgyra és a képre a berendezés és kellék ügyelne, míg a vizes ruhára a ruha osztály.

#### Táblázatkészítés
A scriptes a forgatókönyv alapján készít egy lebontást, ami ezeket az oszlopokat tartalmazza:
jelenetszám | külső/belső helyszín | komplexum (történetbeli helyszín) | napszak | dramaturgiai nap | történés röviden megfogalmazva | oldalszám | mért idő | valós idő | forgatási nap
Ezeket mind a forgatókönyvből szedi össze. A mért idő és oldalszám lejjebb részletezve. Ezt a táblázatot megosztja a stáb többi tagjával. A forgatás haladása során itt fogja jelölni az elkészült jeleneteket - beszínezi a sort, beírja a jelenet valós idejét, és a forgatási nap számát, amikor felvételre került. Ebben a táblázatban, vagy egy másikban még rögzíti a scriptes (főként magának) a következőket:
- a történet szerint hány óra lehet (ha látszik egy óra, telefon a jelenet közben, akkor a scriptest fogják megkérdezni, vagy neki kell figyelni rá, hogy szóljon, hogy a megfelelő időre legyen beállítva az eszköz). Itt érdemes mellőzni az 5-re vagy 0-ra végződő percértékeket (azaz 5 többszöröseit), hacsak ennek nincs kifejezett jelentősége a történetben. A forgatókönyvben elhintett információk alapján kell becsülni ezeket az időpontokat.
- feljegyzi magának a korábban említett állapotokat (sérülés, kép a falon stb.) , amikre figyelni kell majd az adott jelenetben, vagy egyeztetni kell róla az adott részleggel.
- forgatókönyvenként változó lehet, hogy mikre kell még figyelni. Például ha egy munkahely parkolójában van egy jelenet, és ismerjük a szereplők autóját, akkor az ismert autóknak a parkolóban kell-e lenniük az adott jelenetkor vagy sem, tudjuk-e, hogy az adott szereplő munkában van-e. Ilyen apróságok teszik a filmben megalkotott világot valóságossá, még ha a nézőnek nincs is erre ideje, hogy észrevegye.

#### Forgatókönyv lemérése
A forgatókönyvet kétféle módon méri le a scriptes. Az egyik tényeken alapszik, a másik megérzésen.
- Oldalszám: a jelenetek hosszát nyolcadokban határozzák meg az alapján, hogy a forgatókönyv lapján mennyi helyet foglalnak el. Ez sem teljesen egzakt módszer, azaz lehet, hogy két scriptes különböző hosszúságúnak méri, 1/8-dal több vagy kevesebb lesz a jelenet, de lényegében véve az az irányadó, hogy a lapon szereplő jelenetek hossza ne legyen több, mint 8 nyolcad, azaz 1 egész.[2]
- Jelenet mért hossza: miután a scriptes már elolvasta a forgatókönyvet, újra nekiesik, és stopperrel leméri a jelenetek becsült hosszát, amik végeredményben megadják a forgatott anyag hosszát. Ez sorozatoknál különösen fontos, ahol adott időkeretbe kell beszorítani az elkészült anyagot. Ennek lemérésénél a scriptes megérzésére van szükség, aki miközben olvassa a forgatókönyvet, vagy eljátssza minimálisan azt, kimondja a szövegeket hangosan, vagy csak fejben elképzelve a filmes megvalósításukat méri le a jelenet idejét. Itt érdemes 0-ra vagy 5-re felkerekíteni a mért időt.[pontosabban?] Ha egy mérés sokkal többet vagy kevesebbet mutat az elvárt hossznál, akkor érdemes a gyártással, az íróval egyeztetni. Egyéb esetben a forgatás közben kell ügyelni rá, hogy mi a tendencia, a valós idő mennyiben tér el a mérttől, milyen hossz várható ez alapján.

### Forgatás közben
- Másnapi jelenetekre felkészülni

A másnapi forgatás előtt kap minden stábtag egy másnapi munkabeosztást, amit napi diszpónak neveznek. Szerepel benne a másnapra tervezett munkaterv, melyik jelenetek kerülnek sorra, kinek hány órára kell érkeznie, és egy rövid összegzés, hogy melyik részlegnek milyen tárgyi feltételeket kell teljesítenie, ami az adott jelenetekhez szükséges és az átlagostól eltérő. Például ha van sérülés valakin, azt külön beírják a sminkhez, ha vizes ruha lesz, akkor azt a ruhához, ha egy személyautó kell, akkor azt a berendezéshez stb. Ezeket érdemes átfutnia a scriptesnek, hogy van-e valami olyan, amire szerinte szükség van, és nem lett felsorolva.
Emellett a másnapi jeleneteket átolvassa, van-e benne olyan szöveg, ami nem kapcsolódik jól egy már felvett jelenethez (ha más dialógot vettek fel), amiről érdemes lesz beszélni. Van-e olyan jelenet, ami már közvetlenül kapcsolódik egy másik felvett jelenethez, azaz előtte vagy utána következik, mennyi idő telik el a történetben. A szereplők kinézete és kellékei miatt fontos, hogy ezeket a közvetlenül kapcsolódó jeleneteket átnézze a scriptes, legjobb ha képet, vagy videót készít róla másnapra. A videó az operatőr vagy rendező számára lehet fontos, hogy a két jelenet jól tud-e a vágáskor képalkotásilag kapcsolódni majd, valamint a ruha/haj/smink számára is fontos, hogy tudja, mihez kell szorosan kapcsolódnia. Ők is készítenek képeket, amikor a színészek elkészülnek a jelenetre, de fontos, hogy a scriptes ellenőrizze, hogy valóban a jó ruha van-e a színészen stb., mert bárki hibázhat.
- Próbán jelezni, ha felmerül egy kérdés/probléma

A forgatás napján általában egy próbával kezdődik a nap, az első jelenetet lepróbálja a rendező a színészekkel, hogy a stáb aztán tudja, hogy a kamerával milyen beállításokra fog sor kerülni. Beállításnak nevezik azt a kamera mozgást/pozíciót, amit a jelenet felvételéhez alkalmaz az operatőr és a rendező. Egy jelenetet több beállításból is felvesznek általában, ezért fontos, hogy a színészek mozgására, dinamikájára figyeljen a scriptes, hogy az összevágott jelenet mégis egy összefüggő folyamatnak tűnjön.
A próba közben érdemes a közelben lennie a scriptesnek, ha bárkinek kérdése lenne a történésekről, az állapotokról, valamint ha neki van megjegyzése a szöveggel kapcsolatban, akkor itt tudja jelezni. Az első asszisztens is figyel rá, de ha az összes várható beállítást beszéli meg éppen a rendező és az operatőr, akkor érdemes feljegyezni a scriptesnek is ezeket, hogy ne maradjon ki egyik sem.
- Csapót egyeztetni

A kameratechnikus vagy a kameracsapat gyakornoka kezeli a csapót, amely azonosíthatóvá teszi az adott felvételt. A csapón szereplő adatok helyességéért a scriptes felel, ezért a csapó használata előtt egyeztetnie kell a technikussal. Ha már jól kialakult a munkakapcsolat, akkor ez automatikus a két ember között. A csapón szereplő adatok közül a legfontosabbak: jelenet, beállítás száma és a csapó száma (take), melyek mind szerepelnek a scriptes jegyzeteiben, és ez is segít a vágónak azonosítani a felvételeket.
- Hangmérnökkel egyeztetni

Fontos, hogy a csapóra kerülő adatok a hangrögzítő eszközön is ugyanazok legyenek, így a vágáskor könnyen összeilleszthető a kép- és a hanganyag. Ha valamilyen eltérés történik, akkor a scriptes jegyzi ezt a naplóban, és egyeztet a hangmérnökkel és/vagy a kameratechnikussal, hogy miként legyen javítva a hiba.
- Első felvétel idejét felírni

A gyártásért felelős emberek számára fontos, hogy az aznapra tervezett munkamenet mennyiben passzol a valósághoz, ezért fontos feljegyezni az első felvétel idejét, amely aztán a nap végén készült napi jelentésben is helyet kap majd.
- Felvétel közben figyelni, jegyzetelni, fotózni

A lényegi része a munkának akkor kezdődik, amikor elhangzik a Tessék! felkiáltás. Ha egy olyan felvételről van szó, amely a teljes jelenetet magába foglalja, nem csak egy részletét, akkor a scriptes megnyomja a stopperét a Tessékkel egy időben, és az Ennyi! felkiáltásig méri az időt. A rendező által kiválasztott/elfogadott anyag mért ideje lesz a jelenet becsült hossza, amely helyet kap a napi jelentésben, valamint a produkcióról készült táblázatban, amelyben összeadódnak majd a becsült idők a várható hosszig.
A felvétel közben a forgatókönyvben jegyzetel a scriptes, hogy a szöveg rendben van-e, jelzi magának, ha egy rész kimaradt, és jelzi azokat a részleteket, melyek fontosak lehetnek kapcsolódás szempontból, ki melyik kézzel tett mozdulatokat, melyik szövegrésznél, melyik kézben volt kellék, hogy volt a haj, stb. A kellékre, hajra az adott részlegek is figyelnek, ha lehetőségük van rá, de van olyan eset, amikor ők nem látják a jelenetet a felvétel közben, így később a scriptest kérdezik erről, hogy tudják, mihez kell igazodni.
Emellett a naplóba is jegyzetel a scriptes felvétel közben, amelyben helyet kap a
- csapón szereplő adatsor: jelenetszám, beállítás, csapó száma
- a kamerában lévő kártya száma, a felvétel fájlszáma
- a képkivágás leírása, ami a szereplőket illeti: pl. szekond Szilárd, fahrt balra, majd kettős szekond Nórával
- a mért idő is a lapra kerül, valamint a rendező megjegyzései a preferenciákat illetően
- vágónak szánt megjegyzések, ha van ilyen, pl. melyik részletet ne vágja be semmiképp.

Ha megvan az elfogadott felvétel, akkor érdemes fotókat vagy videókat készíteni, hogy a fontos részleteket újra meg tudja nézni a scriptes, és ha kell, meg tudja mutatni annak, akinek fontos, akár színésznek, akár a fodrásznak stb.
- Rendezővel/más részlegekkel egyeztetni, ha kapcsolódási hibát észlel

Ha ilyet észlel, akkor a rendezőnek kell ezt jelezni, ha ő is egyetért a hiba fontosságával, akkor lehet szólni a színésznek, avagy az adott részlegnek, hogy javítsák a hibát, és akkor készül egy újabb felvétel.
- Rendező választott felvételét jelölni

A legjobbat vagy a jó felvételeket jelölni kell a vágónak, valamint azt is, ha valamelyik használhatatlan volt a rendező szerint.
- Nézésirányokra figyelni, figyelmeztetni

A nézésirányokra való figyelés a legegyszerűbb példa szerint azt jelenti, hogy ha a jelenetről készült totálban az "A" szereplőnk jobbra nézett a "B" szereplőre, akkor az "A" szereplő közelijében is jobbra kell majd a kamera mellett elnéznie, míg a "B" szereplő balra fog elnézni. Így a két közelit összevágva azt az érzetet kapja a néző, hogy ők egymásra néznek. Sok szereplős jeleneteknél, vagy ha több mozgás történik, akkor a nézésirányt nehezebb meghatározni. Az operatőrnek fontos jelezni, ha a nézésirány pont az ellenkezője, mint ahogy jó lenne. 
- Ebédszünet és a munkavégzés idejét rögzíteni

A munkavégzés ideje különösen fontos, úgymond a camera wrap ideje, mert ehhez képest tudja a gyártás figyelni, hogy aznap lesz-e valakinek túlórája vagy sem.
- Jegyzeteket lemásolni, továbbítani

A nap végén a scriptes elküldi a jegyzeteit a vágónak az előre egyeztetett módon. 
- Napi jelentést elkészíteni

A napi jelentésbe bekerülnek a feljegyzett időpontok, amikről már szó volt, a felvett jelenetek száma, a hasznos forgatási idő, stb. Általában a gyártás szabja meg, hogy milyen forma dokumentumot kell kitölteni. 
- Meglévő jeleneteket jelölni

Az aznap felvett jeleneteket a scriptes bejelöli a táblázatában. Majd készül újra a másnapi forgatásra.